# Hprints
hprints är ett öppet elektroniskt arkiv för nordisk humanistisk vetenskap, där författare kan deponera sina akademiska dokument. hprints startades 2007 av Nordbib (under NordForsk) och har följande konsortium: 
- Köpenhamns universitetsbibliotek (Det Kongelige Bibliotek)
- Humanistiska Fakultetet (Köpenhamns universitet)
- Lunds universitetsbibliotek
- Museum Tusculanum Press (Danmark)
- Universitetsbiblioteket (Universitetet i Oslo)

Målet med hprints är att bidra med en teknisk infrastruktur som möjliggör fri tillgång till humanistisk forskning. Arkivet är ett led i att synliggöra humanistiska forskningsområden och göra forskningen tillgänglig. Preprintdatabasen arXiv.com (http://arXiv.org) som funnits sedan 1991 bygger på en liknande teknisk infrastruktur och är en förebild för hprints. 

## Att använda hprints
hprints är ett arkiv för vetenskaplig kommunikation där forskare kan ladda upp forskningsmaterial såsom artiklar, uppsatser, möteshandlingar, bokkapitel osv., innehållet bör i det utlämnade materialet vara jämförbart med en vetenskaplig artikel som en forskare skulle anse lämplig att publicera i till exempel en förhandsgranskad vetenskaplig tidskrift.
Det är möjligt att söka efter och hitta artiklar i hprints genom ämnessökning på internet. Alla inlämnade artiklar lagras och får en bestående webbadress, såsom artikeln i nedanstående exempel:

## Historia
I maj 2007 beviljades hprints-projektet 287 000 DKK av Nordbib, den nordiska finansieringsaktören för bibliotek, som en del av sitt finansieringsprogram Work Package 2: Focus area on Content and Accessibility. Tanken var att lansera ett arkiv ett år senare, alltså kring juni 2008. hprints-projektet vill erbjuda en policy och en teknisk infrastruktur som tillåter Open Access att söka inom de humanistiska ämnena. Man antog att detta skulle leda till en mängd fördelar vad gäller den elektroniska tillgängligheten och synligheten för den humanistiska forskningsgrenen.
I oktober 2007 valde Nordbibs rådgivande styrelse för ”hprints-projektet” att systemet skulle användas till det nordiska e-printarkivet för humaniora. Det fanns tre möjliga alternativ: EPrints från University of Southampton, LUR från Lunds Universitetsbibliotek och HAL från Frankrikes nationella forskningsorganisation CNRS. Både EPrints och LUR är kostnadsfria Open Source-mjukvaror som kan installeras lokalt eller kommersiellt, medan HAL är ett tjänstgörande arkiv som portaler kan anslutas till.
Vid mötet för den rådgivande styrelsen bestämdes det att man skulle samarbeta med den franska forskningsorganisationen, [Centre National de la Recherche Scientifique (CNRS)]. Därför är det nordiska e-printarkivet för humaniora uppbyggt som en nordisk HAL-portal med egen layout och anpassad till kraven för hprints.
I mars 2008 blev hprints tillgängligt för allmänheten. Eftersom arkivet är en del av HAL och kommer artiklar att delas med det franska nationella arkivet. Arkivet är en HAL-portal under det nationella franska vetenskapsrådet CNRS. 